# 利济
利济（法語：Lizy，法語發音：[lizi]）是法国上法兰西大区埃纳省的一个旧市镇，位于该省中部，属于拉昂区。2019年，利济与临近的2个市镇合并为新市镇大阿尼济。

## 地理
利济（49°30'47"N, 3°28'55"E）面积3.73 平方千米，位于法国上法蘭西大區埃纳省，该省份为法国北部内陆省份，北起北部省，西接索姆省和瓦兹省，东临阿登省和马恩省，西南至塞纳-马恩省，东北部与比利时接壤。
与利济接壤的市镇（或旧市镇、城区）包括：阿尼济堡、福库库尔、梅尔略和富克罗勒、皮农、维西尼库尔。

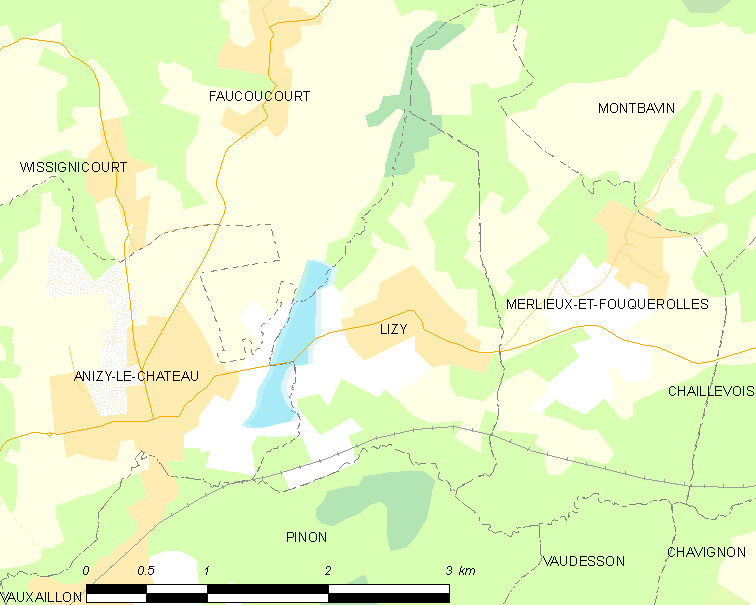
利济的OSM定位图

利济的时区为UTC+01:00、UTC+02:00（夏令时）。

## 行政
利济的邮政编码为02320，INSEE市镇编码为02434。

## 政治
利济所属的省级选区为拉昂第一县。

## 人口

1962-2008年间利济人口变化图示

利济于2018年1月1日时的人口数量为283人。